# Cassis (曲)
「Cassis」（カシス）は、ガゼットの楽曲。流鬼が作詞、the GazettEが作曲を手掛けた。the GazettEの8枚目のシングルとして2005年12月7日にキングレコードから発売された。

## 概要
- 2005年秋からPS COMPANYのレーベルがキングレコード内に創られ全国のCD店で販売され始める。それに伴いこのシングルからメジャー流通になりメジャーデビューしたことになった[1]。当時メジャーデビューの告知・報告などは一切されず、一般的なメジャーデビューという扱いでは無かったが実質メジャーデビューと同義である。
- このシングルからオリコンでインディーズ扱いされなくなり、以後ガゼットの楽曲はオリコンインディーズチャートから除外されている。
- この作品に於いてのみ、RUKIのパートが「Vocal,Guitar」というふうに記載されている（「Cassis」でギターボーカルを務めているため）。
- 特典:AタイプのみCassisのPVを収録したDVD付き、Bタイプのみ「Bite to All」収録。
- 「ガゼット」名義最後のシングル。
- TBSテレビの深夜番組『ランク王国』2005年12・2006年1月度オープングテーマ。

## 収録曲
1. Cassis
（作詞:流鬼/作曲:大日本異端芸者の皆様）
RUKI原曲。
PVおよびライブではRUKIがギターボーカルを担当している。
2. 蜷局
（作詞:流鬼/作曲:大日本異端芸者の皆様）
RUKI原曲。
3. Bite to All
（作詞:流鬼/作曲:大日本異端芸者の皆様）
REITA原曲。
「Cassis typeB」のみ収録のボーナストラックである。